# Alison Henrique Mira
Alison Henrique Mira (Santa Cruz do Rio Pardo, 1 december 1995) is een Braziliaans voetballer.

## Carrière
Alison begon zijn carrière in 2014 bij AD São Caetano. Hij tekende in 2015 bij Shonan Bellmare in de J1 League. Hij tekende in 2016 bij Atlético Clube Goianiense. Met deze club werd hij in 2016 kampioen van de Campeonato Brasileiro Série B. Hierna kwam hij uit voor Clube Náutico Capibaribe, Sampaio Corrêa FC, Joinville EC en Floresta EC.